# Vodní pára

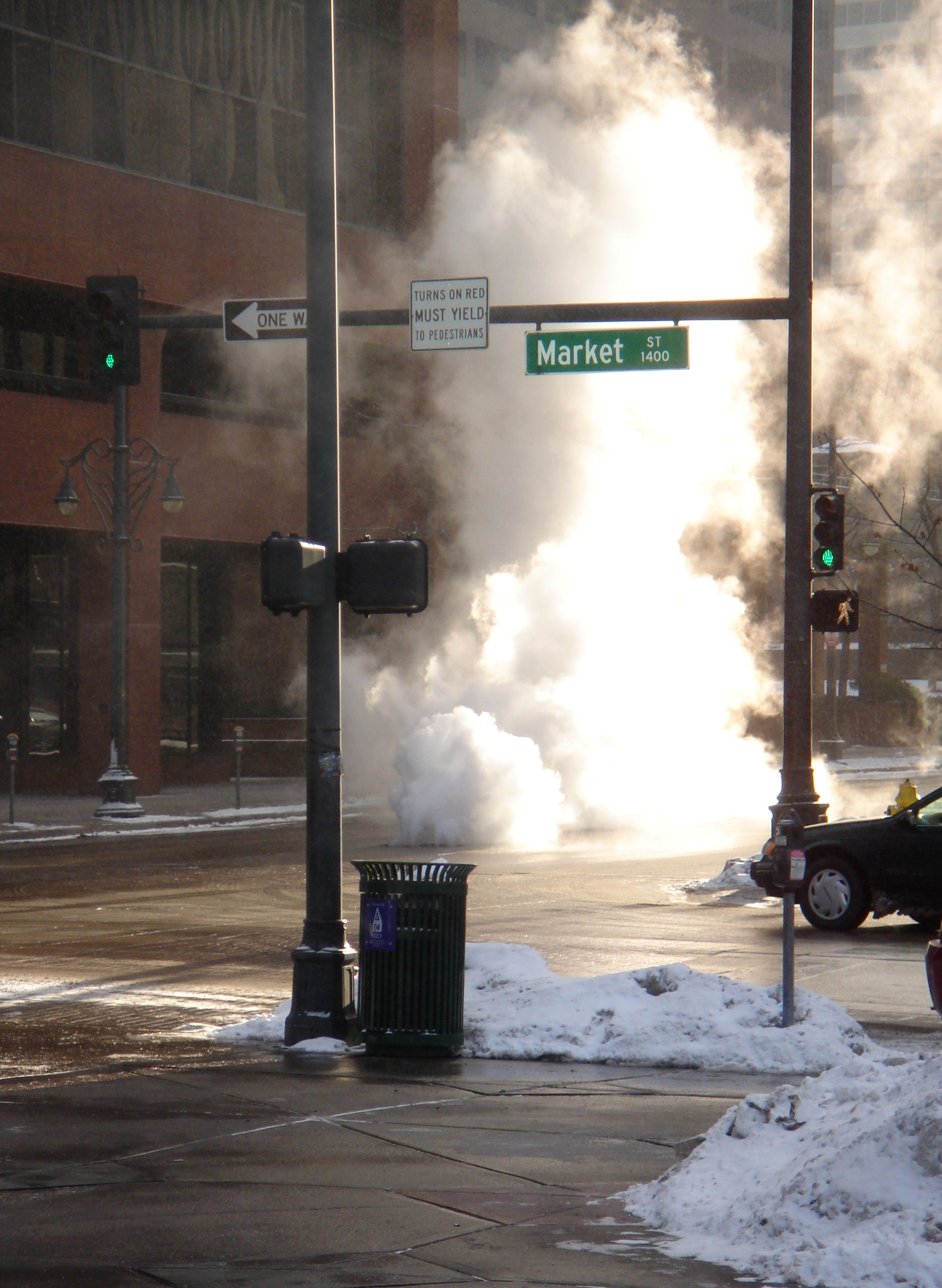
Kondenzované kapičky vody při poruše parovodu

Vodní pára je plynné skupenství vody, která se nachází v okolním prostředí a během kondenzace je pak ve formě malých aerosolových kapiček. Při změně pT podmínek dochází ke kondenzaci, kdy se vodní pára přeměňuje zpět na kapalinu. Během plynného skupenství je vodní pára neviditelná. Do prostředí se vodní pára dostává neustálým vypařováním (ze skupenství kapalného) a nebo sublimací (ze skupenství pevného).
Množství vodní páry v okolním prostředí se udává humiditou neboli vlhkostí.

## Vodní pára v atmosféře Země

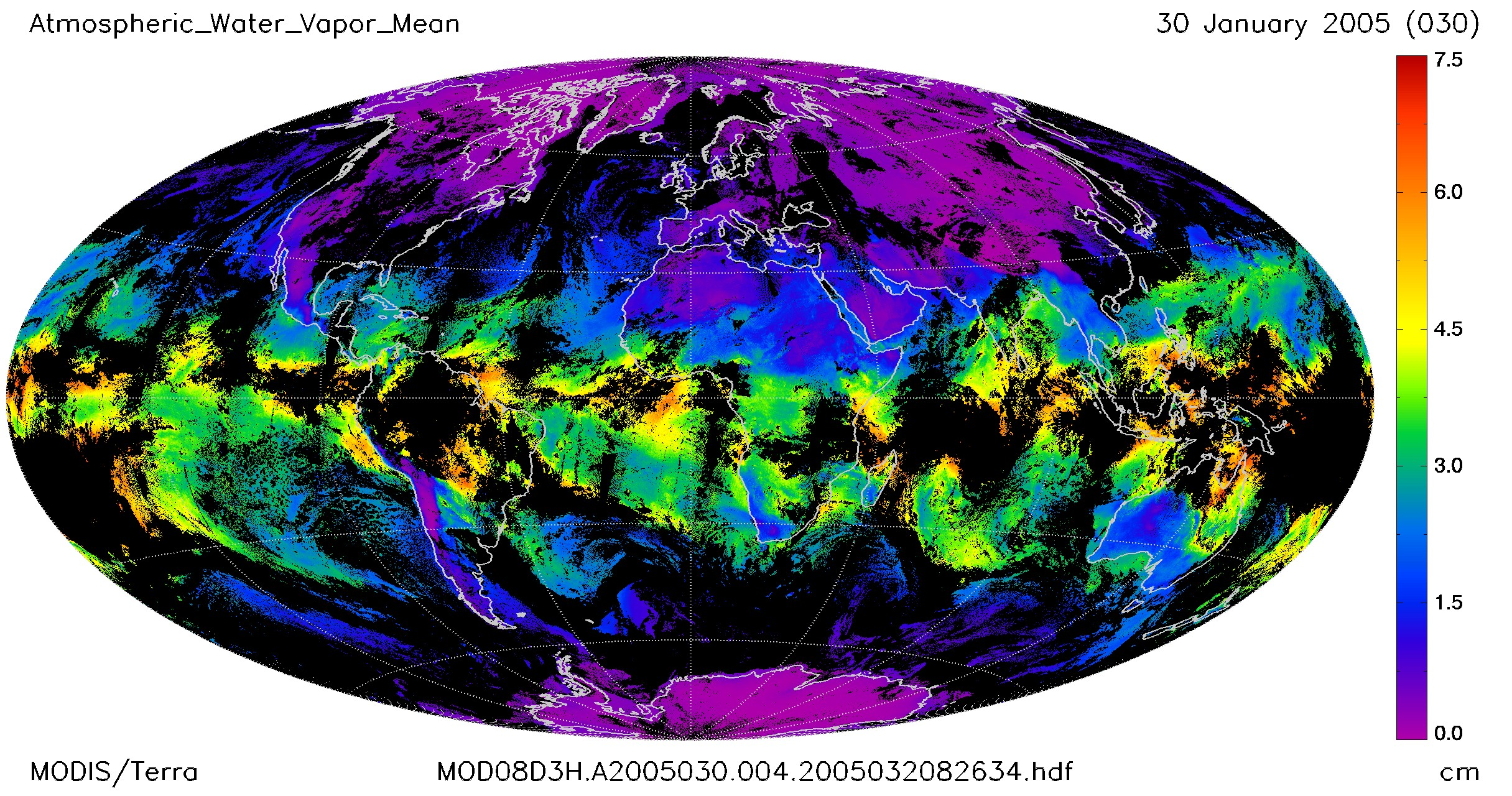
Míra atmosférické vodní páry, měřená podle míry absorpce mikrovln

Vodní pára je nejvýznamnější skleníkový plyn i nejvýznamnější plyn zvyšující záření. Nejvíce vodní páry je v atmosféře u rovníku. Obsah vodní páry v atmosféře se zvyšuje, a to jak nad oceány, tak nad pevninou. Nejvýše se troposférický obsah vodní páry zvyšuje u rovníku. Zvýšený obsah vodní páry však není hlavní příčinou globálního oteplování. Je naopak spíše jeho důsledkem. Zvýšené množství vodní páry v atmosféře zesiluje oteplování způsobené jinými skleníkovými plyny. Existují ale i přímé zdroje vodní páry v atmosféře.
Z 99,9 % se vodní pára nalézá v zemské troposféře. Vliv stratosférické vodní páry na klima je malý. Kondenzací vodní páry vznikají oblaka, mraky a dešťové a sněhové srážky, vodní pára je též hlavní příčinou vzniku blesků či nejčastější a nejvíce zastoupený vulkanický plyn. Při hladině moří a oblastí věčného sněhu a ledu se vodní pára vyskytuje v množství až do tří procent, a množství jejího výskytu je exponenciálně závislé na okolní teplotě.

## Působení vodní páry na změnu klimatu
Vodní pára hraje rozhodující roli v pozemských povětrnostních podmínkách. Intenzita dopadajícího slunečního záření se při průniku do atmosféry snižuje vlivem vodní páry nebo také vlivem zákalu vzduchu. Při teplotě 30 °C a tlaku 1 bar může jeden kilogram vzduchu absorbovat přibližně 26 gramů vodní páry ve formě vlhkosti. Při teplotě 10 °C toto množství klesá na přibližně 7,5 g/kg. V závislosti na povětrnostních podmínkách se přebytečné množství ze vzduchu vyloučí jako srážky ve formě deště, sněhu, krup, mlhy, rosy, jinovatky nebo námrazy.
Mraky odrážení část dopadajícího slunečního záření zpět do vesmíru, a tím snižují množství energie dopadající na zem. Totéž dělají s tepelným zářením přicházejícím zdola, a tím zvyšují ohřívání atmosféry. To, zda mraky zemský povrch ohřívají nebo ochlazují, závisí na výšce, ve které se nacházejí: Nízké mraky Zemi ochlazují, vysoké mraky mají oteplující účinek.
Za zvláště důležité pro klima jsou považovány stopy vodní páry přítomné ve stratosféře. Výzkumníci v oblasti klimatu zaznamenali za posledních 40 let nárůst vodní páry ve stratosféře o 75 % (viz polární stratosférická oblačnost) a považují ji za částečně zodpovědnou za nárůst průměrné teploty Země. Původ vodní páry v těchto výškách je stále nejasný, existuje však podezření, že existuje souvislost s prudkým nárůstem emisí metanu z průmyslového zemědělství v posledních desetiletích. Metan se v těchto vysokých nadmořských výškách oxiduje na oxid uhličitý a vodní páru, ale tím lze vysvětlit pouze polovinu nárůstu.
Vodní pára přítomná v zemské atmosféře je hlavním zdrojem atmosférického odrazu záření a nositelem „přirozeného“ skleníkového efektu s podílem přibližně 36 až 70 %. Široké rozpětí (36 % až 70 %) není způsobeno tím, že by tento efekt nebylo možné přesně změřit, ale tím, že atmosférická vlhkost podléhá silným přirozeným výkyvům v čase a místě. Skleníkový efekt je důležitým efektem pro radiační rozpočet Země a vedl ke zvýšení průměrné globální teploty na úroveň 15 °C. Skleníkový efekt je také příčinou globálního oteplování. Díky němu je život na Zemi vůbec možný. Jako průměrná teplota bez skleníkového efektu se obvykle uvádí teplota kolem −18 °C.

## Vodní pára v průmyslu
Pára hraje významnou úlohu v průmyslu. Je spolu s vodou důležitým médiem pro přenos tepla, výrobu elektrické energie či přímo konání mechanické práce. Pára se během první poloviny 19. století postupně stala základní hybnou silou průmyslu a dopravy a zůstala jí do poloviny 20. století (tyto hranice jsou samozřejmě velmi přibližné). 19. století bývá někdy nazýváno 'stoletím páry. V současnosti se páry používá k pohonu turbín u tepelných elektráren, jaderných elektráren a v budoucnosti možná i u solárních ostrovů.